# Jadwiga Siemińska
Jadwiga Siemińska-Słupska (ur. 1 stycznia 1922 w Krakowie, zm. 31 sierpnia 2018) – polska botaniczka specjalizująca się w fykologii. Taterniczka.

## Aktywność naukowa
Studia rozpoczęła na Uniwersytecie Jagiellońskim w 1940 roku w ramach tajnego nauczania. Ukończyła je w 1947 roku, zostając asystentem w Zakładzie Ichtiobiologii i Rybactwa, a trzy lata później uzyskała doktorat i została adiunktem. Następnie jej zakład przekształcono w Katedrę Rybactwa Wyższej Szkoły Rolniczej w Krakowie, gdzie w 1955 roku uzyskała stanowisko docenta.
W latach 1954–1956 współorganizowała Dział Hydrobiologiczny w Zakładzie Badań Wodociągowych i Kanalizacyjnych Politechniki Śląskiej w Gliwicach, ale równolegle – w 1954 roku została adiunktem, a rok później docentem w Instytucie Botaniki PAN, gdzie pracowała do końca aktywności zawodowej. Po kilku miesiącach pracy dorywczej, została zatrudniona na stałe w Dziale Algologicznym, przekształconym wkrótce w Pracownię Algologiczną, a następnie w Zakład Algologii. W roku 1958 została kierownikiem pracowni (od 1960 roku zakładu), pełniąc tę funkcję do przejścia na emeryturę w 1992 roku. Mimo emerytury brała udział w pracach zakładu, w międzyczasie przemianowanego na Zakład Fykologii, przez kilkanaście następnych lat. W latach 1979–1984 była zastępczynią dyrektora instytutu ds. naukowych. Od 1972 roku zatrudniona na stanowisku profesora nadzwyczajnego, natomiast tytuł profesorski otrzymała w 1983 roku. Pracowała również w Zakładzie Biologii Wód PAN, gdzie pełniła funkcję zastępczyni dyrektora ds. naukowych w okresie 1958–1962.
W latach 50. i 60. wyjeżdżała na stypendia naukowe do Windermere Laboratory (Windermere), Stazione Zoologica (Neapol), Michigan State University i stacji Bloomington Indiana State University. W latach 1956–1993 była członkinią redakcji Fragmenta Floristica et Geobotanica. Po zapoznaniu się z ikonoteką mikroglonów w stacji w Windermere (The Fritsch collection) postanowiła utworzyć podobną kolekcję rycin przy zielniku w swojej placówce. W celu obsługi technicznej w 1959 roku w Zakładzie Algologii IB PAN, a następnie w położonej w tym samym budynku bibliotece Zakładu Biologii Wód PAN, zatrudniono jej siostrę, Annę Siemińską. Gdy ta zakończyła pracę, zbiór liczył 354 000 ilustracji, ale nadal był rozwijany.
Autorka lub współautorka co najmniej kilkudziesięciu publikacji naukowych, zwłaszcza z zakresu fykologii wód śródlądowych. Wśród jej zainteresowań badawczych oprócz organizmów współczesnych znajdują się kopalne okrzemki. Część publikacji dotyczy również glonów tatrzańskich, m.in. zjawiska czerwonego śniegu. Współpracowała z Karolem Starmachem przy redakcji serii Flora Słodkowodna Polski – serii kluczy do oznaczania wszystkich glonów występujących w polskich wodach śródlądowych. Sama była autorką tomu Bacillariophyceae (1964) dotyczącego okrzemek.
Aktywna w środowisku naukowym fykologów. Na początku kariery, w połowie lat 50. XX w., była jedną z dziewięciorga przedstawicieli tej dziedziny nauki w Polsce. Współzałożycielka International Phycological Society. W latach 60. i 70. promowała również powstanie polskiego stowarzyszenia fykologów zarówno na konferencjach hydrobiologów, jak i botaników, czego skutkiem było powołanie w 1972 roku Sekcji Fykologicznej Polskiego Towarzystwa Botanicznego. W 1974 roku wzięła udział w jej pierwszym, organizacyjnym zjeździe. W 1981 roku została jej wiceprzewodniczącą, a w 1989 przewodniczącą. Po przejściu na emeryturę przestała pełnić tę funkcję, została jednak honorową przewodniczącą. Po wyodrębnieniu się sekcji w samodzielne Polskie Towarzystwo Fykologiczne w 2005 roku również została jego członkinią.
Zyskała znaczny autorytet w środowisku naukowym, czego wyrazem była dedykowana jej sesja na XVII Sympozjum Sekcji Fykologicznej PTB (1998), w 50. rocznicę aktywności naukowej, jak również nagrody naukowe. Dedykowano jej m.in. książkę Current advances in algal taxonomy and its applications: phylogenetic, ecological and applied perspective pod redakcją jej byłego doktoranta Konrada Wołowskiego i in. Dla jej uczczenia jeden z gatunków okrzemek nazwano Achnanthidium sieminskae.
Jako autorka nazw taksonomicznych oznaczana jest nie skrótem, lecz pełnym nazwiskiem, tj. Siemińska.

## Życie prywatne
Od 1964 roku żona Jana Słupskiego. Miała młodszą siostrę, Annę (1925–2006), która również uczyła się w tajnym nauczaniu. Następnie została pielęgniarką, a dzięki wsparciu Jadwigi od 1959 roku została zatrudniona na stanowisku technicznym w PAN. Siostry współpracowały przy tworzeniu kolekcji rycin glonów dla Instytutu Botaniki PAN przez następne 40 lat.
Taterniczka.

## Członkostwo[3]
- Polskie Towarzystwo Botaniczne – od 1946, członkostwo honorowe od 1998
  - Sekcja Fykologiczna – współorganizacja w latach 70., przewodniczenie 1989-1992, honorowe przewodniczenie od 1992
- Polskie Towarzystwo Hydrobiologiczne – od 1959, członkini założycielka, członkostwo honorowe od 2012
- Komitet Hydrobiologiczny PAN – od 1957
- Komitet Botaniki PAN
- Zespół Historii Botaniki PAN – od 1977
- Societas Internationalis Limnologiae – od 1956
- International Phycological Society – od 1962, członkini założycielka
- Freshwater Biological Association – 1956-1967
- International Society for Diatom Research – od 1960, członkini założycielka
- Polskie Towarzystwo Fykologiczne – od 2005, członkini założycielka[9]
- Polski Związek Alpinizmu – członkostwo honorowe

## Nagrody i odznaczenia[3]
- członkostwa honorowe – Polskie Towarzystwo Botaniczne (1989), Polskie Towarzystwo Hydrobiologiczne (2012), Polski Związek Alpinizmu
- nagroda Ministra Szkolnictwa Wyższego (1953)
- nagroda Sekretarza Naukowego PAN (1956)
- nagroda Sekretarza Wydziału II PAN (1965)
- Złoty Krzyż Zasługi (1979)
- Krzyż Kawalerski Orderu Odrodzenia Polski (1987)
- Medal imienia Alfreda Lityńskiego (2012[12])
- Medal Jubileuszowy Polskiej Akademii Nauk (2013)
- Medal Holubiego (Słowackiego Towarzystwa Botanicznego)